# Сан-Марино на літніх Олімпійських іграх 2008
Сан-Марино на літніх Олімпійських іграх 2008 було представлено національним Олімпійським комітетом Сан-Марино. 4 спортсмени кваліфікувалися на Олімпіаду у Пекіні у трьох видах спорту.

## Легка атлетика
Чоловіки
| Спортсмен   | Змагання | Попередній раунд | Попередній раунд | Попередній раунд | Півфінал   | Півфінал   | Півфінал   | Фінал      | Фінал      |
| Спортсмен   | Змагання | Час              | Місце            | Загалом          | Час        | Місце      | Загалом    | Час        | Місце      |
| ----------- | -------- | ---------------- | ---------------- | ---------------- | ---------- | ---------- | ---------- | ---------- | ---------- |
| Івано Буккі | 400 м    | 48,54            | 7                |                  | Не пройшов | Не пройшов | Не пройшов | Не пройшов | Не пройшов |

## Стрільба
Жінки
| Спортсмен        | Змагання | Попередній раунд | Попередній раунд | Фінал         | Фінал         | Місце |
| Спортсмен        | Змагання | Результат        | Місце            | Результат     | Місце         | Місце |
| ---------------- | -------- | ---------------- | ---------------- | ------------- | ------------- | ----- |
| Даніела Дель Дін | трап     | 62               | 15               | Чи не пройшла | Чи не пройшла | 15    |

## Плавання
| Спортсмен         | Змагання             | Попередній раунд | Попередній раунд | Півфінал   | Півфінал   | Фінал      | Місце |
| Спортсмен         | Змагання             | Час              | Місце            | Час        | Місце      | Час        | Місце |
| ----------------- | -------------------- | ---------------- | ---------------- | ---------- | ---------- | ---------- | ----- |
| Емануеле Ніколіні | 200 м вільним стилем | 1:59.45          |                  | Не пройшов | Не пройшов | Не пройшов | 56    |
| Симона Муккіолі   | 100 м батерфляєм     | 1:04.91          |                  | не пройшла | не пройшла | не пройшла | 49    |